# Acacia stuhlmannii
Acacia stuhlmannii är en ärtväxtart som beskrevs av Paul Hermann Wilhelm Taubert. Acacia stuhlmannii ingår i släktet akacior, och familjen ärtväxter. Inga underarter finns listade i Catalogue of Life.